# Kategorija trudnoće
Kategorija trudnoće leka je procena rizika od povrede fetusa usled upotrebe leka, ako ga koriste majke tokom trudnoće. Ona ne obuhvata rizike od farmaceutskih agenasa ili njihovih metablita  u majčinom mleku.
Za svaki lek postoje specifične informacije navedene u literaturi o pruduktu. Referentna knjiga British National Formulary je svojevremeno sadržala tabele lekova koje traba izbegavati ili koristiti uz uprez tokom trudnoće, i te tabele su bile prezentirane koristeći ograničeni broj ključnih fraza. Te informacije su sada dostupne u monografijama pojedinačnih lekova.

## Literatura
- „Why poison your baby?”. Prn2.usm.my. Архивирано из оригинала 17. 5. 2003. г.
- Medicines in Pregnancy Working Party (14. 2. 2007). „Prescribing medicines in pregnancy”. Australian Drug Evaluation Committee. Архивирано из оригинала 5. 6. 2007. г. Приступљено 21. 5. 2008. – links provided for 1999 4th edition and subsequent updates
- Sannerstedt, R.; Lundborg, P.; Danielsson, B. R.;  . (februar 1996). „Drugs during pregnancy: an issue of risk classification and information to prescribers”. Drug Saf. 14 (2): 69—77. PMID 8852521. doi:10.2165/00002018-199614020-00001.
- Food and Drug Administration. Federal Register 1980;44:37434-67
- „Specific requirements on content and format of labeling for human prescription drugs”. Labeling Requirements for Prescription Drugs and/or Insulin. Food and Drug Administration. 1. 4. 1997. Архивирано из оригинала 26. 3. 2008. г. Приступљено 21. 5. 2008.